# Libertyville (Illinois)
Libertyville é uma vila localizada no estado americano de Illinois, no Condado de Lake.

## Demografia
Segundo o censo americano de 2000, a sua população era de 20.742 habitantes.
Em 2006, foi estimada uma população de 21.955, um aumento de 1213 (5.8%).

## Geografia
De acordo com o United States Census Bureau tem uma área de
23,5 km², dos quais 22,7 km² cobertos por terra e 0,8 km² cobertos por água. Libertyville localiza-se a aproximadamente 207 m acima do nível do mar.

## Localidades na vizinhança
O diagrama seguinte representa as localidades num raio de 8 km ao redor de Libertyville.